# Willem van Hanegem
Willem van Hanegem (Breskens, 1944. február 20. –) 52-szeres holland válogatott, világbajnoki ezüstérmes, Európa-bajnoki bronzérmes labdarúgó, középpályás, edző.

## Pályafutása

### A válogatottban
1968 és 1979 között 52 alkalommal szerepelt a holland válogatottban és hat gólt szerzett. Tagja volt az 1974-es világbajnokságon ezüstérmet és az 1976-os Európa-bajnokságon bronzérmet szerzett csapatnak.

## Sikerei, díjai

### Játékosként
- Világbajnokság
  - ezüstérmes: 1974 - NSZK
- Európa-bajnokság
  - bronzérem: 1976 - Jugoszlávia
- Holland bajnokság
  - bajnok: 1968–69, 1970–71, 1973–74
- Holland kupa
  - győztes: 1969, 1978
- Bajnokcsapatok Európa-kupája
  - győztes: 1969–70
- UEFA-kupa
  - győztes: 1973–74
- Interkontinentális kupa
  - győztes: 1970

### Edzőként
- Holland bajnokság
  - bajnok: 1992–93
- Holland kupa
  - győztes: 1994, 1995

## Statisztika

### Mérkőzései a holland válogatottban
| Hollandia | Hollandia            | Hollandia                            | Hollandia      | Hollandia | Hollandia     | Hollandia      | Hollandia | Hollandia |
| #         | Dátum                | Helyszín                             | Hazai          | Eredmény  | Vendég        | Kiírás         | Gólok     | Esemény   |
| --------- | -------------------- | ------------------------------------ | -------------- | --------- | ------------- | -------------- | --------- | --------- |
| 1.        | 1968. május 30.      | Amszterdam, Olimpiai Stadion         | Hollandia      | 0 – 0     | Skócia        | barátságos     | -         |           |
| 2.        | 1968. június 5.      | Bukarest, Köztársasági stadion       | Románia        | 0 – 0     | Hollandia     | barátságos     | -         |           |
| 3.        | 1968. szeptember 4.  | Rotterdam, Feijenoord Stadion        | Luxemburg      | 0 – 2     | Hollandia     | vb-selejtező   | 1         | 70'       |
| 4.        | 1968. október 27.    | Szófia, Levszki-stadion              | Bulgária       | 2 – 0     | Hollandia     | vb-selejtező   | -         |           |
| 5.        | 1969. május 7.       | Rotterdam, Feijenoord Stadion        | Hollandia      | 1 – 0     | Lengyelország | vb-selejtező   | -         | 46'       |
| 6.        | 1969. szeptember 7.  | Chorzów, Stadion Śląski              | Lengyelország  | 2 – 1     | Hollandia     | vb-selejtező   | -         | 74'       |
| 7.        | 1969. október 22.    | Rotterdam, Feijenoord Stadion        | Hollandia      | 1 – 1     | Bulgária      | vb-selejtező   | -         |           |
| 8.        | 1969. november 5.    | Amszterdam, Olimpiai Stadion         | Hollandia      | 0 – 1     | Anglia        | barátságos     | -         | 40'       |
| 9.        | 1970. január 14.     | London, Wembley Stadion              | Anglia         | 0 – 0     | Hollandia     | barátságos     | -         | 70'       |
| 10.       | 1970. október 11.    | Rotterdam, Feijenoord Stadion        | Hollandia      | 1 – 1     | Jugoszlávia   | Eb-selejtező   | -         |           |
| 11.       | 1970. november 11.   | Drezda, Rudolf Harbig Stadion        | NDK            | 1 – 0     | Hollandia     | Eb-selejtező   | -         |           |
| 12.       | 1970. december 2.    | Amszterdam, Olimpiai Stadion         | Hollandia      | 2 – 0     | Románia       | barátságos     | -         |           |
| 13.       | 1971. február 24.    | Rotterdam, Feijenoord Stadion        | Hollandia      | 6 – 0     | Luxemburg     | Eb-selejtező   | -         |           |
| 14.       | 1971. április 4.     | Split, Stadion pod Marjanom          | Jugoszlávia    | 2 – 0     | Hollandia     | Eb-selejtező   | -         |           |
| 15.       | 1971. október 10.    | Rotterdam, Feijenoord Stadion        | Hollandia      | 3 – 2     | NDK           | Eb-selejtező   | -         |           |
| 16.       | 1971. december 1.    | Amszterdam, Olimpiai Stadion         | Hollandia      | 2 – 1     | Skócia        | barátságos     | -         | 46'       |
| 17.       | 1972. február 16.    | Pireusz, Karaiszkákisz Stadion       | Görögország    | 0 – 5     | Hollandia     | barátságos     | -         |           |
| 18.       | 1972. május 3.       | Rotterdam, Feijenoord Stadion        | Hollandia      | 3 – 0     | Peru          | barátságos     | 1         | 32'       |
| 19.       | 1972. augusztus 30.  | Prága, Stadion Letná                 | Csehszlovákia  | 1 – 2     | Hollandia     | barátságos     | -         | 46'       |
| 20.       | 1972. november 1.    | Rotterdam, Feijenoord Stadion        | Hollandia      | 9 – 0     | Norvégia      | vb-selejtező   | -         |           |
| 21.       | 1972. november 19.   | Antwerpen, Bosuilstadion             | Belgium        | 0 – 0     | Hollandia     | vb-selejtező   | -         |           |
| 22.       | 1973. március 28.    | Bécs, Práter Stadion                 | Ausztria       | 1 – 0     | Hollandia     | barátságos     | -         | 46'       |
| 23.       | 1973. május 2.       | Amszterdam, Olimpiai Stadion         | Hollandia      | 3 – 2     | Spanyolország | barátságos     | -         |           |
| 24.       | 1973. augusztus 22.  | Amszterdam, Stadion De Meer          | Hollandia      | 5 – 0     | Izland        | vb-selejtező   | 1         | 6'        |
| 25.       | 1973. augusztus 29.  | Deventer, De Adelaarshorst           | Izland         | 1 – 8     | Hollandia     | vb-selejtező   | 1         | 71'       |
| 26.       | 1973. szeptember 12. | Oslo, Ullevaal Stadion               | Norvégia       | 1 – 2     | Hollandia     | vb-selejtező   | -         | 81'       |
| 27.       | 1974. március 27.    | Rotterdam, Feijenoord Stadion        | Hollandia      | 1 – 1     | Ausztria      | barátságos     | -         |           |
| 28.       | 1974. május 26.      | Amszterdam, Olimpiai Stadion         | Hollandia      | 4 – 1     | Argentína     | barátságos     | -         |           |
| 29.       | 1974. június 5.      | Rotterdam, Feijenoord Stadion        | Hollandia      | 0 – 0     | Románia       | barátságos     | -         | 46'       |
| 30.       | 1974. június 15.     | Hannover, Niedersachsenstadion (FRG) | Uruguay        | 0 – 2     | Hollandia     | vb-csoportkör  | -         |           |
| 31.       | 1974. június 19.     | Dortmund, Westfalenstadion (FRG)     | Hollandia      | 0 – 0     | Svédország    | vb-csoportkör  | -         | 73'       |
| 32.       | 1974. június 23.     | Dortmund, Westfalenstadion (FRG)     | Bulgária       | 1 – 4     | Hollandia     | vb-csoportkör  | -         | 46'       |
| 33.       | 1974. június 26.     | Gelsenkirchen, Parkstadion (FRG)     | Argentína      | 0 – 4     | Hollandia     | vb-középdöntő  | -         |           |
| 34.       | 1974. június 30.     | Gelsenkirchen, Parkstadion (FRG)     | NDK            | 0 – 2     | Hollandia     | vb-középdöntő  | -         |           |
| 35.       | 1974. július 3.      | Dortmund, Westfalenstadion (FRG)     | Brazília       | 0 – 2     | Hollandia     | vb-középdöntő  | -         |           |
| 36.       | 1974. július 7.      | München, Olimpiai Stadion            | NSZK           | 2 – 1     | Hollandia     | vb-döntő       | -         | 23'       |
| 37.       | 1974. szeptember 4.  | Stockholm, Råsunda Stadion           | Svédország     | 1 – 5     | Hollandia     | barátságos     | -         | 58'       |
| 38.       | 1974. szeptember 25. | Helsinki, Olimpiai Stadion           | Finnország     | 1 – 3     | Hollandia     | Eb-selejtező   | -         | 46'       |
| 39.       | 1974. október 9.     | Rotterdam, Feijenoord Stadion        | Hollandia      | 1 – 0     | Svájc         | barátságos     | -         | 74'       |
| 40.       | 1974. november 20.   | Rotterdam, Feijenoord Stadion        | Hollandia      | 3 – 1     | Olaszország   | Eb-selejtező   | -         |           |
| 41.       | 1975. április 30.    | Antwerpen, Bosuilstadion             | Belgium        | 1 – 0     | Hollandia     | barátságos     | -         | 46'       |
| 42.       | 1975. május 17.      | Frankfurt, Waldstadion               | NSZK           | 1 – 1     | Hollandia     | barátságos     | 1         | 56'       |
| 43.       | 1975. szeptember 3.  | Nijmegen, Goffertstadion             | Hollandia      | 4 – 1     | Finnország    | Eb-selejtező   | -         |           |
| 44.       | 1975. szeptember 10. | Chorzów, Stadion Śląski              | Lengyelország  | 4 – 1     | Hollandia     | Eb-selejtező   | -         | 46'       |
| 45.       | 1976. május 22.      | Brüsszel, Heysel Stadion             | Belgium        | 1 – 2     | Hollandia     | Eb-negyeddöntő | -         | 82'       |
| 46.       | 1976. június 16.     | Zágráb, Maksimir Stadion (YUG)       | Csehszlovákia  | 3 – 1     | Hollandia     | Eb-elődöntő    | -         | 37'       |
| 47.       | 1977. augusztus 31.  | Nijmegen, Goffertstadion             | Hollandia      | 4 – 1     | Izland        | vb-selejtező   | 1         | 15'       |
| 48.       | 1977. október 12.    | Belfast, Windsor Park                | Észak-Írország | 0 – 1     | Hollandia     | vb-selejtező   | -         |           |
| 49.       | 1977. október 26.    | Amszterdam, Olimpiai Stadion         | Hollandia      | 1 – 0     | Belgium       | vb-selejtező   | -         | 14'       |
| 50.       | 1978. február 22.    | Ramat Gan, Nemzeti Stadion           | Izrael         | 1 – 2     | Hollandia     | barátságos     | -         | 46'       |
| 51.       | 1978. május 20.      | Bécs, Práter Stadion                 | Ausztria       | 0 – 1     | Hollandia     | barátságos     | -         |           |
| 52.       | 1979. szeptember 26. | Rotterdam, Feijenoord Stadion        | Hollandia      | 1 – 0     | Belgium       | barátságos     | -         | 44'       |
|           | Összesen             |                                      |                | 52        | mérkőzés      |                | 6         | gól       |